# Nikólaos Yeorgantás
Nicolaos Georgandas (griego: Νικόλαος Γεωργαντάς, 27 de febrero de 1880 (jul.) / 12 de marzo de 1880 (greg.) - 23 de noviembre de 1958) fue un atleta griego que compitió principalmente en el lanzamiento de disco.
Nació en Steno, Arcadia. Él compitió para Grecia en los Juegos Olímpicos de San Luis 1904, Missouri, en el lanzamiento de disco, donde ganó la medalla de bronce.
Dos años más tarde, en Atenas, en su país natal, Grecia ganó la medalla de oro en el tiro de piedra en la competencia en los Juegos Olímpicos intercalados de 1906. Y añadió dos medallas de plata a este proceso para completar su colección. Fue segundo en el disco estilo griego para tirar detrás del finés Verner Järvinen que empujó al tercer puesto al terminar segundo en el disco de nuevo detrás del estadounidense Martin Sheridan quien ganó por segunda vez consecutiva en los Juegos Olímpicos.